# Grandpré-Chiffre
Als Grandpré-Chiffre wird eine manuelle Verschlüsselungsmethode bezeichnet, die von A. de Grandpré beschrieben und im Jahr 1905 in Paris veröffentlicht wurde. Dabei handelt es sich um eine homophone Substitution.

## Verfahren
|   | 1 | 2 | 3 | 4 | 5 | 6 | 7 | 8 | 9 |
| - | - | - | - | - | - | - | - | - | - |
| 1 | W | _ | _ | _ | _ | _ | _ | _ | _ |
| 2 | I | _ | _ | _ | _ | _ | _ | _ | _ |
| 3 | K | _ | _ | _ | _ | _ | _ | _ | _ |
| 4 | I | _ | _ | _ | _ | _ | _ | _ | _ |
| 5 | P | _ | _ | _ | _ | _ | _ | _ | _ |
| 6 | E | _ | _ | _ | _ | _ | _ | _ | _ |
| 7 | D | _ | _ | _ | _ | _ | _ | _ | _ |
| 8 | I | _ | _ | _ | _ | _ | _ | _ | _ |
| 9 | A | _ | _ | _ | _ | _ | _ | _ | _ |

|   | 1 | 2 | 3 | 4 | 5 | 6 | 7 | 8 | 9 |
| - | - | - | - | - | - | - | - | - | - |
| 1 | W | I | N | D | J | A | C | K | E |
| 2 | I | N | D | I | K | A | T | O | R |
| 3 | K | O | L | U | M | B | I | E | N |
| 4 | I | N | T | R | I | G | A | N | T |
| 5 | P | R | O | Z | E | S | S | O | R |
| 6 | E | I | S | P | U | L | V | E | R |
| 7 | D | E | R | B | Y | F | E | L | D |
| 8 | I | N | D | E | X | Z | A | H | L |
| 9 | A | N | T | I | Q | U | A | R | E |

Eine quadratische Matrix passender Größe, beispielsweise 9×9, wird mit den 26 Großbuchstaben des lateinischen Alphabets gefüllt. Dabei beginnt man mit einem ersten Schlüsselwort, beispielsweise WIKIPEDIA, und trägt dieses senkrecht in die erste Spalte der Matrix ein (links).
Danach werden die Zeilen der Matrix mit weiteren Schlüsselwörtern aufgefüllt (rechts), wobei deren Anfangsbuchstaben durch jeweils einen Buchstaben des ersten Schlüsselworts vorgegeben sind. Bei der Wahl dieser weiteren Schlüsselwörter ist darauf zu achten, dass insgesamt alle 26 Alphabetbuchstaben mindestens einmal auftauchen.
Ein beliebiger Klartext kann nun dadurch verschlüsselt werden, dass der jeweilige Klarbuchstabe in der rechten Matrix gesucht wird und durch seine Koordinaten (Zeilennummer und Spaltennummer) ersetzt wird. Beispielsweise könnte der Buchstabe A durch 16 ersetzt werden (bedeutet hier Zeile 1 und Spalte 6). Anstelle von A könnte man aber auch 47 schreiben, da der Buchstabe in der Matrix mehrfach auftritt. Auf diese Weise werden, wie bei homophonen Verschlüsselungen üblich, häufige Buchstaben durch unterschiedliche Geheimzeichen ersetzt. Dadurch wird das natürliche Häufigkeitsgebirge eingeebnet und die unbefugte Entzifferung erschwert.

## Beispiel
Ein Klartext wie „Wiki ist gut“ könnte beispielsweise verschlüsselt werden als:
```
11 94 31 45 62 57 93 46 65 49
```

Diese Zahlenfolge wird als Geheimbotschaft versendet. Der befugte Empfänger, der alle Schlüsselwörter kennt und damit die ganze Matrix, sucht die Koordinaten entsprechend dem ihm vorliegendem Geheimtext dort auf und erhält den ursprünglichen Klartext (ohne die Leerzeichen): WIKIISTGUT.

## Bewertung
Die Grandpré-Chiffre ist relativ einfach anzuwenden und die Schlüsselwörter können mit etwas Übung im Gedächtnis behalten werden. Man benötigt also keine schriftlichen Unterlagen oder sonstige Hilfsmittel, wie Chiffrierscheiben oder Schlüsseltafeln. Dies sind zweifellos Vorteile. Bei einzelnen und sehr kurzen Texten, wie dem im Beispiel, bietet sie darüber hinaus einen guten Schutz vor Entzifferung.
Dennoch ist sie aus heutiger Sicht als unsicher zu bewerten, denn im Gegensatz zu deutlich stärkeren polyalphabetischen Substitutionsmethoden, handelt sich hier um ein monoalphabetisches Verfahren – das Schlüsselalphabet ändert sich nicht. Längere Texte oder mehrere kurze Texte in Kombination können mithilfe moderner kryptanalytischer Methoden und zeitgemäßer Werkzeuge (Computer) relativ leicht gebrochen werden.